# CanSino Biologics
CanSino Biologics (xinès simplificat: 康希诺 生物; xinès tradicional: 康希諾 生物; pinyin: Kāngxīnuò Shēngwù), sovint abreujat com a CanSinoBIO, és una empresa de vacunes xinesa.